# Eight Hundred Dollar Shoes
Eight Hundred Dollar Shoes è un singolo del cantante britannico Elton John pubblicato nel 2010 da Mercury Records.

## Il disco
Eight Hundred Dollar Shoes è composta ed interpretata da Elton John; il testo è di Bernie Taupin. La canzone costituisce la seconda traccia dell'album The Union (2010); se il primo brano If It Wasn't for Bad costituiva una sorta di presentazione dell'artista statunitense Leon Russell, essendo stato composto da quest'ultimo, Eight Hundred Dollar Shoes mette invece in evidenza Elton e il suo storico paroliere Bernie Taupin.
Il pezzo, dalle atmosfere acustiche ed essenziali, si configura come una classica ballata di stampo eltoniano dalle venature country, rievocante nello spirito l'intimismo e l'intensità di certi passaggi armonici di Madman Across the Water e Tumbleweed Connection. La struttura melodica ruota del tutto attorno al pianoforte suonato da Elton John; il soffuso accompagnamento di Jim Keltner e Jay Bellerose (batteria e percussioni), i fill di chitarra di Marc Ribot, i tocchi del contrabbassista Dennis Crouch e il contributo del tastierista Keefus Ciancia fanno da sfondo, mentre i cori di Bill Cantos, Louis Pardini, Jason Scheff e Tata Vega (arrangiati e diretti da Bill Maxwell) incorniciano sapientemente il tutto. Leon, seppur quasi inudibile, è presente al pianoforte e agisce come seconda voce. Il testo di Bernie (il titolo significa Scarpe Da Ottocento Dollari) è decisamente enigmatico, quasi cinematografico e di difficile comprensione (viene menzionato l'attraversamento del Rubicone da parte di Giulio Cesare; viene anche citata abbastanza chiaramente la novella The winter of our discountent di John Steinbeck, premio Nobel per la letteratura nel 1962), tipico del suo stile: in particolare, risulta problematico chiarire l'identità della seconda persona singolare alla quale il testo viene indirizzato, sebbene ci siano dei riferimenti riconducibili ad un'eventuale storia d'amore. Il linguaggio è altamente metaforico, soprattutto nelle strofe:
Eight Hundred Dollar Shoes è stata inserita al terzo posto nella classifica dei singoli di Rolling Stone; inoltre, è stata pubblicata come singolo (esclusivamente radiofonico e nei soli Stati Uniti) in contemporanea ad Hey Ahab: risulta quindi essere il secondo singolo statunitense estratto da The Union (dopo If It Wasn't for Bad). Ha ricevuto ottime recensioni da parte della critica, così come tutto il disco di provenienza; ad esempio, il sito Discoclub.myblog.it afferma: "La melodia di 'Eight Hundred Dollar Shoes' scorre dalle mani di Elton John (e di Russell) e dal suo piano con la fluidità delle armonie dei brani di 'Madman Across the Water', veramente una delizia sonora".

## Formazione
- Elton John: pianoforte, voce
- Leon Russell: pianoforte, voce
- Jim Keltner: batteria, percussioni
- Jay Bellerose: batteria, percussioni
- Dennis Crouch: contrabbasso
- Marc Ribot: chitarra
- Keefus Ciancia: tastiere
- Bill Maxwell: arrangiamento e direzione dei cori
- Bill Cantos: cori
- Louis Pardini: cori
- Jason Scheff: cori
- Tata Vega: cori